# Podalonia pseudocaucasica
Podalonia pseudocaucasica är en biart som beskrevs av Vladimir Balthasar 1957. Podalonia pseudocaucasica ingår i släktet Podalonia och familjen grävsteklar. Inga underarter finns listade i Catalogue of Life.